# Мвапе Міті
Мвапе Міті (англ. Mwape Miti, нар. 24 травня 1973) — замбійський футболіст, що грав на позиції нападника, зокрема за данський «Оденсе» та національну збірну Замбії.

## Клубна кар'єра
Починав грати на батьківщині за «Мулунгуші Чіфс», а у 1995—1997 роках захищав кольори «Пауер Дайнамос».
1997 року перейшов до данського «Оденсе», за який відіграв решту 9 сезонів своєї кар'єри. Був основним гравцем атакувальної ланки команди і одним із її головних бомбардирів, маючи середню результативність на рівні 0,44 гола за гру першості. У сезоні 2003/04 із 19-ма забитими голами розділив титул найкращого бомбардира данської першості.

## Виступи за збірну
1995 року дебютував в офіційних матчах у складі національної збірної Замбії.
У складі збірної був учасником Кубка африканських націй 1996 року в ПАР, на якому команда здобула бронзові нагороди, а також Кубка африканських націй 2000 року в Гані та Нігерії.
Загалом протягом кар'єри в національній команді, яка тривала 6 років, провів у її формі 23 матчі, забивши 5 голів.

## Титули і досягнення
- Володар Кубка Данії (1):

«Оденсе»: 2001-02
Особисті
- Найкращий бомбардир Данської Суперліги (1):

2003-2004 (19 голів)